# Angelina Castro
Angelina Castro, pseudonimo di Francys Delia Valdéz (L'Avana, 6 settembre 1982), è un'attrice pornografica cubana naturalizzata statunitense.

## Biografia
Nata a L'Avana, Cuba, all'età di dieci anni si trasferì con la sua famiglia a Santo Domingo e due anni dopo a Miami. Nella stessa città, frequentò le scuole private e nel 1994 partecipò alle proteste della crisi del rafter cubano.

## Carriera
Nel 2006 esordì nel mondo del porno, in maniera tale da potersi pagare gli studi.
Nel 2012 durante le finali di NBA, insieme alla collega Sara Jay, offrirono del sesso orale ai fan in un night club di Miami in caso di vittoria dei Miami Heat. Gli Heat vinsero e crearono un sito chiamato "TEAMBJNA" con tutte le informazioni. L'NBA inviò una lettera di diffida con conseguente cessazione del sito web, l'evento ebbe comunque luogo. Nel settembre dello stesso anno, fu intervistata dal programma Radio Marti's nel quale parlò di come era entrata nell'industria del porno e di come i cubani possano entrarvi, ma l'intervista venne cancellata dal sito per controversie pubbliche.
Nel 2015, fu conduttrice di un'emittente radiofonica basata sul sesso e sessualità nella communità latina, chiamato SOS (Sex or Sexy) su Mira.tv.
Durante le elezioni presidenziali negli Stati Uniti d'America del 2016, Castro e la collega Maggie Green, ebbero risalto nazionale quando offrirono del sesso orale agli elettori che avrebbero votato Hillary Clinton, in caso di vittoria.
Nel 2018, vinse l'AVN Awards come BBW Performer of the Year.
Nel 2019, apparve nel programma televisivo Esto no tiene nombre parlando su come fare sesso quando si è incinta. Nello stesso anno, divenne portavoce di Garner's Garden, un'azienda sulla salute della pelle.

## Vita privata
Ha due figli.

## Riconoscimenti
- AVN Awards
  - 2018 - BBW Performer of the Year[11][13]